# 迭戈·富塞尔
迭戈·富塞尔（義大利語：Diego Fuser，1968年11月11日—），意大利前职业足球运动员，司职右边前卫。富塞尔是一名速度快、勤奋、体力充沛的球员，拥有良好的技术和传中能力，擅长在右路发动进攻。他曾代表意大利国家队参加1996年欧洲足球锦标赛。

## 俱乐部生涯
富塞尔出生于都灵省的韦纳里亚雷阿莱，1986年在都灵开始职业生涯。在转会到AC米兰之前，他为都灵队踢了49场比赛（1989-92）。在米兰的两个赛季中，他随队获得了欧洲冠军杯（1989年）和意甲联赛（1988年）奖牌，以及1989年欧洲超级杯和洲际杯(丰田杯)冠军。
在米兰效力期间，富塞尔还在1990-91赛季被租借到佛罗伦萨。在1992年转会拉齐奥后的6年时间里，是富塞尔职业生涯最成功的时期，他在六年内踢了188场比赛，打进35球，赢得了意大利杯（1997-98），并在1998年作为队长参加欧洲联盟杯决赛，但负于国际米兰。 [7] 1998年转会帕尔马后，他赢得了欧洲联盟杯（1998–99）、意大利杯（1998–99）和1999年的意大利超级杯冠军。1999年5月6日，他身穿14号球衣，在联盟杯决赛中3-0战胜马赛的比赛中担任队长。
2001年夏天，富塞尔加盟罗马，在两个赛季中踢了15场比赛，赢得了2001年意大利超级杯冠军，2002年意甲亚军和2003年意大利杯亚军。在2003-04赛季，他回到当时处于意乙的原俱乐部都灵。

### 低级别联赛
2004年，富塞尔加盟卡内利，帮助卡内利在2005-06赛季赢得了意大利足球卓越联赛的冠军，并升入意大利足球丁级联赛。2008年，他与队友兼朋友吉安路易吉·伦蒂尼（Gianluigi Lentini）一起转会到皮埃蒙特大区的意大利足球推广联赛(Promozione)业余俱乐部Saviglianese。后来他又先后力于业余俱乐部卡内利和尼塞斯，并兼任主教练。2012年，他效力于皮埃蒙特的另一家业余俱乐部唐博斯科（Colline Alfieri Don Bosco）。

## 国家队生涯
1987年至1990年期间，富塞尔代表意大利U21出场18次，打进2球;在主教练切萨雷·马尔蒂尼的带领下,取得1990年欧洲U21锦标赛季军。他在1993年至2000年期间为意大利国家足球队出场25次，打进3球，并在主教练阿里戈·萨基（Arrigo Sacchi）的带领下参加了1996年欧洲足球锦标赛，出场3次。富塞尔还入选了迪诺·佐夫（Dino Zoff）的2000年欧洲杯临时26人大名单，但未进入最后名单。

## 个人生活
富塞尔与奥丽埃塔（Orietta）结婚。他们的儿子马特奥在与疾病作斗争后于2011年去世，享年15岁。